# Eugénio Tavares
Eugénio de Paula Tavares (ur. 18 października 1867 na wyspie Brava, zm. 1 czerwca 1930 w Nova Sintra) – poeta z Wysp Zielonego Przylądka. Pisał zarówno po portugalsku, jak i w miejscowym języku kreolskim. W 1916 opublikował tomiki Amor Que Salva i Mal de Amor: Coroa de Espinhos. Jego najważniejszym zbiorkiem jest wydany pośmiertnie Mornas: Cantigas Crioulas. Również po śmierci został uhonorowany Orderem Drzewa Smoczego I klasy, odznaczeniem nadanym przez prezydenta Antónia Monteiro w 1995.